# キラ キラ!
「キラ キラ!」は、氣志團の通算5枚目のシングル。

## 概要
フジテレビ系「めちゃ×2イケてるッ!」の企画 "数取団" のオープニングでは、このCDのジャケットを意識したシーンが放映された。

## 収録曲
1. キラ キラ!
  - 作詞・作曲：綾小路翔／編曲：氣志團
2. ロール　オーバー・セニョリータ
  - 作詞：綾小路翔／作曲：西園寺瞳／編曲：氣志團
3. 愚かな英雄
  - 作詞・作曲：星グランマニエ／編曲：氣志團